# Sânbotin, Vâlcea
Sânbotin este un sat în comuna Dăești din județul Vâlcea, Muntenia, România.
Aici a existat castrul roman „Castra Traiana”, aflat pe linia defensivă Limes Alutanus a graniței de est a Daciei romane.